# Jožef Holpert (Handballspieler, 1988)
Jožef Holpert (serbisch-kyrillisch Јожеф Холперт, ungarisch Holpert József; * 1. Juni 1988 in Crvenka, SFR Jugoslawien) ist ein ehemaliger serbischer Handballspieler.

## Karriere

### Verein
Der 1,90 m große Linksaußen spielte in Serbien für den RK Crvenka. Im Sommer 2012 wechselte er zum ungarischen Verein Orosházi FKSE, den er bereits im Oktober 2012 zu Külföld verließ. Ab 2013 stand er beim serbischen Verein RK Vojvodina unter Vertrag. Im März 2014 wechselte er zu Metaloplastika Šabac. In der Türkei lief er für Bursu Nilüfer BK und Beşiktaş Istanbul auf. Mit Beşiktaş gewann er 2017 die Meisterschaft und den Pokal. Anschließend kehrte er nach Ungarn zurück und spielte für Váci KSE, Tatabánya KC und Budakalász FKC.

### Nationalmannschaft
Bei den Mittelmeerspielen 2009 gewann Holpert mit der serbischen Nationalmannschaft die Goldmedaille. Er bestritt mindestens elf Länderspiele, in denen er 24 Tore erzielte.

## Privates
Sein gleichnamiger Vater Jožef wurde mit der jugoslawischen Handballnationalmannschaft 1986 Weltmeister.